# Waskaganish (municipalité de village cri)
Pour les articles homonymes, voir Waskaganish et Prince Rupert.
Waskaganish (en cri : ᐧᐋᔅᑳᐦᐄᑲᓂᔥ ou Wâskâhîkaniš) est une municipalité de village cri située dans le territoire d'Eeyou Istchee, dans le Nord-du-Québec, au Québec. Il s'agit d'une zone non urbanisée et dépourvue d'infrastructures publiques.

## Géographie
Le territoire de la municipalité de village cri de Waskaganish est en fait constitué de deux sections non contiguës qui ceinturent la terre réservée crie de Waskaganish. Le territoire n'est pas habité en permanence et est dépourvu d'infrastructures publiques. La section septentrionale est imbriquée dans le Territoire non organisé 99916 et est bordée au sud par la rivière Rupert, alors que la section méridionale est bordée au sud par la rivière Nottaway.

### Municipalités limitrophes
Le tableau suivant présente des données approximatives, considérant que les deux territoires formant la municipalité de village cri ne sont pas limitrophes et sont distancés d'environ 25 kilomètres.

## Toponymie
Waskaganish signifie « petite maison ». Il s'agit d'une appellation générique pour parler des installations de la Compagnie de la Baie d'Hudson sur les territoires cris.

## Histoire
La Convention de la Baie-James et du Nord québécois permet en 1978 l'incorporation en municipalité de terres aux alentours de la terre de juridiction fédérale déjà réservée pour les Cris de Waskaganish. Elle possède alors les noms de Fort Rupert en français, de Rupert House en anglais et de Waskagheganish en cri. En 1986, son nom officiel devient Waskaganish.
Depuis 2001, le village est accessible par route, via la route Billy-Diamond (auparavant la route de la Baie-James). Le village est un des neuf villages du Grand Conseil des Cris et du Gouvernement de la nation crie.

## Caractéristiques
Comme plusieurs autres entités autochtones, Waskaganish est composée d'une terre réservée de catégorie 1-A (voir Waskaganish (terre réservée crie)), de juridiction fédérale ainsi que d'une municipalité de village de catégorie 1-B, de juridiction provinciale.
La population cumulée des deux territoires est comptabilisée sur le territoire de catégorie 1-A.
En dépit du titre de « municipalité de village cri », l'entité territoriale ne compte aucun résident permanent, comme pour tous les autres villages cris. Aux fins des statistiques, Statistique Canada recense toute la population de Waskaganish sur la terre réservée crie, de juridiction fédérale.

## Personnalités associées
- Billy Diamond, homme politique et homme d'affaires cri
- Maud Maloney Watt, exploratrice canadienne et la première femme garde-chasse du Québec